# マイケル・バーク (第10代クランリカード伯爵)
第10代クランリカード伯爵マイケル・バーク（英語: Michael Bourke, 10th Earl of Clanricarde PC (Ire)、1686年頃 – 1726年11月29日）は、アイルランド王国の貴族。姓はBurke（読みは同じ）とも。

## 生涯
第9代クランリカード伯爵ジョン・バークとメアリー・タルボット（Mary Talbot、1711年6月27日没、ジェームズ・タルボットの娘）の息子として、1686年頃に生まれた。イートン・カレッジで教育を受けた後、1702年11月25日にオックスフォード大学クライスト・チャーチに入学した。
アイルランド国教会を遵奉し、1711年8月3日にダンケリン男爵（父が保有していた爵位）としてアイルランド貴族院に招集され、10月4日にアイルランド貴族院議員に就任した。翌1712年、ゴールウェイ総督に任命された。
1722年10月17日に父が死去すると、クランリカード伯爵の爵位を継承、19日にクランリカード伯爵としてアイルランド貴族院議員に就任した。
1726年7月15日にアイルランド枢密院の枢密顧問官に任命されたものの、同年11月29日にダブリンで死去、12月1日にクライストチャーチ聖堂に埋葬された。息子ジョン・スミスが爵位を継承した。

## 家族
1714年9月19日、アン・スミス（Anne Smith、1733年1月1日没、ジョン・スミスの娘）と結婚、1男2女をもうけた。
- ジョン・スミス（1720年 – 1782年） - 第11代クランリカード伯爵、子供あり
- アン - デニス・デイリー（Denis Daly）と結婚、子供あり
- メアリー - ジョージ・ジェニングス（George Jennings）と結婚、子供あり